# Bogomilstvo
Bogomilstvo (bolgarsko Богомилство, latinizirano: bogomilstvo) je bila krščanska novognostična  ali dualistična sekta, ki jo je v Prvem bolgarskem cesarstvu v 10. stoletju med vladanjem carja Petra I. ustanovil duhovnik Bogomil. Bogomilstvo se je začelo najverjetneje na ozemlju sedanje Severne Makedonije kot odziv na socialno razslojevanje, ki se je začelo z uvedbo fevdalizma, in kot oblika političnega gibanja in nasprotovanja bolgarski državi in Cerkvi.
Bogomili so zahtevali vrnitev tistega, kar so imeli za zgodnje duhovno učenje, in zavračali cerkveno hierarhijo. Njihove primarne politične težnje so bile upor proti državi in cerkvenim avtoritetam, ki so pripomogle k hitremu širjenju  gibanja po Balkanu in  postopnem prodiranju skozi  Bizantinsko cesarstvo  vse do Kijevske Rusije, Bosne (Bosanska cerkev), Dalmacije, Srbije, Italije in Francije (katarci).
Bogomili so bili dualisti ali gnostiki v svojem verovanju v telesni in izventelesni svet. Niso uporabljali krščanskega križa niti gradili cerkva, ker so globoko verovali v svojo podarjeno podobo in imeli svoje telo za svetišče. Iz tega verovanja se je razvilo več oblik prakticiranja vere, na primer čiščenje samega sebe z bičanjem in postom, praznovanja  in plesa.

## Etimologija
Izraz bogomil je sestavljen iz dveh slovanskih besed: bog (praslovansko *bogъ, bog) in mil, drag ali ljubljen (praslovansko *milъ, mil). Lahko bi bil tudi prevod grškega imena Teofil, ki ima enak pomen: bogu drag ali ljubljen od boga. Izraz bi lahko nastal tudi iz imena ustanovitelja sekte Bogomil (bolgarsko Богомил,  Bogomil), kar je težko dokazati, ker bi ustanovitelj lahko ime dobil po sekti in ne sekta po njem. V slovanskih dokumentih od 13. stoletja dalje se bogomili enačijo z mesalijanci.  Sirsko ime sekte ustreza grškemu imenu evhiti.
V starocerkvenoslovanskih dokumentih se člani sekte omenjajo kot babuni (*babonъ, *babunъ, *babona), kar izvirno pomeni malikovanje, babjeverstvo  ali vraževerno osebo. Izraz se je ohranil v krajevnih imenih reke Babuna, gore Babuna, slapa Bogomil in vasi Bogomila. Vsi kraji so v pokrajini Azot v sedanji osrednji Severni Makedoniji, kar kaže, da je bilo gibanje v tej pokrajini zelo dejavno.

## Zgodovina

### Pavličani
Ena od najstarejših krščanskih sekt, marcionska, je nastala v vzhodni Mali Aziji in okoli 5. stoletja izumrla. Iz podobnosti med marcionstvom in pavličanstvom, ki se je razvilo na približno istem ozemlju,  je razvidno, da je nekaj elementov marcionstva preživelo. Pavličanstvo se je začelo sredi 7. stoletja, ko je začel Konstantin iz Malalale izključno na osnovi Nove zaveze učiti, da sta bila dva bogova: dobri bog, ki je ustvaril človeško dušo, in zlobni bog, ki je ustvaril ves fizični svet, vključno s človeškim telesom. Njegovi pristaši, ki so postali znani kot pavličani, po svojem načinu življenja niso zelo odstopali od okolice, čeprav so verjeli, da je svet hudoben.
Leta 970 je bizantinski cesar Ivan I. Cimisk preselil 200.000 armenskih pavličanov v Evropo in jih naselil v Trakiji v okolici sedanjega Plovdiva v Bolgariji. Pod bizantinsko in kasneje osmansko oblastjo so pavličani živeli relativno varno. Jezikovno so se asimilirali v Bolgare, ki so jih imenovali pavlikiani. Leta 1650 jih je rimskokatoliška cerkev vzela za  svoje in prekrstila  prebivalce štirinajstih vasi okoli Nikopolja v Meziji in Plovdiva.  Njihovemu zgledu je sledila skupnost v vlaški vasi Cioplea pri Bukarešti.

### Nastanek bogomilstva
Bogomilsko gnostično socialno-versko gibanje in doktrina sta nastala med vladanjem carja Petra I. Bolgarskega (927–969), domnevno kot reakcija proti državi in duhovščini bizantinske cerkve. Gibanje je kljub zatiranju ostalo močno in priljubljeno do padca Drugega bolgarskega cesarstva na koncu 14. stoletja. Bogomili so bili rezultat številnih dejavnikov, ki so vzniknili na začetku 10. stoletja, najverjetneje v Makedoniji. Na gibanje je imelo velik vpliv pavličanstvo, ki je prišlo iz Armenije.
Slovanski viri so soglasni, da je bilo bogomilsko učenje manihejsko. Sinodik iz leta 1210 našteva naslednja imena učencev ali apostolov: Mihel, Todur, Dobri, Štefan, Vasilij in Peter. Navdušeni misijonarji so začeli širiti nauk na vse strani. Leta 1004, komaj 25 let po uvedbi krščanstva v Kijevski Rusiji, je začel duhovnik Adrijan širiti enako doktrino kot bogomili, zato ga je kijevski škof Leoncij  aretiral. Leta 1125 se je Cerkev na jugu Rusije spopadala s še enim heretikom z imenom Dimitrij. Bogomilstvo je poskušala iztrebiti  tudi bolgarska Cerkev. Več tisoč bogomilov so vtaknili v vojsko Alekseja I. Komnena, ki se je vojskovala z Normani Roberta Guiscarda. Veliko jih je dezertiralo (1085) in kasneje končalo v ječi. Kasneje so jih poskušali spreobrniti in za spreobrnjence nasproti mesta Filipopolis (Plovdiv)  zgradii mesto Aleksiopolis.  Ko so križarji leta 1204 osvojili Konstantinopel, so tam našli nekaj pavličanov, ki jih je zgodovinar Geoffroi de Villehardouin imenoval propeličani.
Legenda o sv. Gerardu odkriva, da so bili pripadniki bolgarskega bogomilstva v zgodnjem 11. stoletju prisotni v Ahtumovi vojvodini v sedanjem Banatu. Obračali so se na nadangela Uriela, katerega ime je bilo pogosto na amuletih in v magičnih obredih.

### Širjenje po Balkanu
Bogomilstvo se je širilo proti zahodu v Srbijo, kjer so bogomile imenovali babuni. Na koncu 12. stoletja je srbski veliki knez Štefan Nemanja sklical cerkveni zbor, na katerem so obsodili bogomilstvo in bogomile izgnali iz države. Veliko se jih je zateklo v Bosno in Dalmacijo, kjer so bili znani kot patareni.
Beg heretikov, tudi bogomilov, v Bosno je spodbudil ogrske kralje, da so pod to pretvezo razglasili križarsko vojno proti Bosni, v resnici pa so jo želeli dobiti pod svojo oblast. Prvo ogrska pritožba  papežu leta 1203 je naletela na javno obsodbo bosanskega vladarja Kulina bana, bližnjega sorodnika Štefana Nemanje. Drugi ogrski križarski pohod proti Bosni pod pretvezo bogomilske herezije se je začel leta 1225 in spodletel.
Leta 1254 je papež Inocenc IV. ukazal Bosanski cerkvi, da sprejme ogrskega škofa, zato se je Bosanska cerkev odločila, da prekine stike z Rimom. V naslednjih stoletjih so Bosansko cerkev, ki je bila avtonomna, po vsebini pa zelo  pravoslavna, enačili z bogomilstvom. Pravega stanja pa se zaradi pomanjkanja dokumentov po osmanski okupaciji Bosne ne da ugotoviti.
Leta 1203 je papež Inocenc III. s pomočjo ogrskega kralja Emerika izsilil sporazum, s katerim je Kulin priznal papeževo avtoriteto in katoliško  vero. V praksi se za sporazum niso menili. Po Kulinovi smrti leta 1216 so njegovi nasledniki v Rim poslali delegacijo s prošnjo, da bi papež spreobrnil Bosno v katolištvo, vendar tudi ta poskus ni uspel. Leta 1234 je papež Gregor IX. odpoklical katoliškega škofa, ker je dopuščal herezijo, in hkrati pozval ogrskega kralja na nov križarski pohod proti heretikom. Bosansko plemstvo je bilo dovolj močno, da je napad križarjev odbilo.
Leta 1252 se je papež Inocenc IV. odločil, da škofa Bosne podredi ogrski škofiji Kaloča. Odločitev je povzročila odpor bosanskih kristjanov, ki se niso uklonili papeževi odločitvi in so ponovno prekinili vse svoje stike z Rimom. Nastala je avtonomna Bosanska cerkev, v kateri so kasneje videli bogomilsko ali katarsko cerkev, čeprav v izvirnih dokumentih bosanskih kristjanov ni nobenih sledov bogomilstva, katarstva ali dualizma.
Stanje se ni spremenilo do bule  papeža Nikolaja IV.  leta 1291, s katero je v Bosni uvedel inkvizicijo pod vodstvom frančiškanov. Inkvizicija je v poznem 15. stoletju poročala o prisotnosti  dualistične sekte v Bosni. Imenovali so jo "bosanski heretiki" in najverjetneje ni bila istovetna z Bosansko cerkvijo.
V 13. stoletju je bilo bogomilstvo v Bolgariji, Raški in Bizantinskem cesarstvu popolnoma izkoreninjeno. Nekaj elementov bogomilstva se je  pod okriljem Bosanske cerkve ohranilo v Humu (sedanja Hercegovina) in Bosni ohranilo do leta 1463, ko je obe pokrajini okupiralo Osmansko cesarstvo. Nekaj zgodovinarjev, ki išče določeno zgodovinsko ozadje za potrditev svojih političnih pripovedi, trdi, da sta bogomile kot heretike preganjali katoliška in pravoslavna Cerkev  in s tem utrli pot bogomilstvu v Bosni. Ob uvedbi osmanske oblasti izraz "bosanski"  ni bil povezan s prebivalci, ampak s pokrajino. V srednjeveških  bosanskih virih se pojavljata samo dve etnični imeni: Srbi  in Vlahi. Imeni sta se uporabljali predvsem za spreobrnjence v islam, ki niso bili dobrodošli niti v katoliški niti v pravoslavni Cerkvi. Te trditve sodobna zgodovina v celoti zavrača kot anahronizem iz avstro-ogrskega obdobja. V bošnjaških akademskih krogih so pripovedi kljub temu še vedno aktualne.
Iz Bosne se je mogomilstvo razširilo v Piemont, Italija. Ogri so organizirali še nekaj križarskih pohodov proti heretikom v Bosni, ki so se končali šele z osmansko okupacijo Bosne. V Bosni je preživelo samo nekaj ali nič ostankov bogomilstva. Obred, ki ga je v stari cerkveni slovanščini napisal Bosanec Radoslav in je bil leta 1854 objavljen v XV. zvezku časopisa Starine Južnoslovanske akademije v Zagrebu, je zelo podoben katarskemu obredu, ki ga je objavil Cunitz leta 1853.
V 18. stoletju so pavličane iz okolice Nikopolja preganjali Turki, domnevno zaradi vere. Velik del pavličanov je pobegnil čez Donavo in se naselil v Banatu, ki je takrat spadal v Ogrsko kraljestvo. Postali so znani kot Banatski Bolgari. V sedanjem romunskem Banatu je v vaseh Dudeştii Vechi, Vinga in Breştea in celo v mestu Temišvar še vedno več kot deset tisoč potomcev teh beguncev. Večina ne prakticira bogomilstva, ampak so katoličani. Nekaj vasi pavličanov je tudi v srbskem delu Banata, največ v vaseh Ivanovo in Belo blato pri Pančevu.

### Socialni dejavniki
Počasno  pokristjanjenje bolgarskega prebivalstva je bilo posledica dejstva, da je bogoslužje potekalo v grškem jeziku, ki ga je razumela samo elita, preprosto prebivalstvo pa sploh ne. Zaradi stalnih vojn med vladanjem Simeona I. so bile pokrajine ob bizantinski meji (Trakija) opustošene, prebivalstvo pa prepuščeno samo sebi. Stalno spreminjanje oblastnikov v teh delih cesarstva in višji davki v času carja Petra I. so na začetku 10. stoletja povzročili velike socialne stiske. Vse to in korupcija v Cerkvi kot instituciji je privedlo do vedno večjega nezadovoljstva med malo pred tem pokristjanjenim prebivalstvom.

### Verski dejavniki
Na bogomilsko gibanje sta imeli zelo velik vpliv zelo dualistični krščanski heretični gibanji  manihejstvo in pavličanstvo, ki sta bili v Bolgariji prisotni pred bogomilstvom. Izvor manihejstva je povezan z zoroastrstvom, zato se bogomilstvo zaradi svoje dualnosti včasih posredno povezuje tudi z njim.

### Povezave s cesarskim dvorom
Nekateri zgodovinarji trdijo, da sta bolgarski car Samuel in zlasti njegov sin Gavril Radomir, podpirala bogomilsko gibanje. Jedro tedanjega bolgarskega cesarstva se je ujemalo z regijo, v kateri je bilo bogomilstvo najbolj dejavno. Samuel se je med svojim uporom proti Bizantinskemu cesarstvu zelo verjetno zanašal tudi na podporo bogomilov. Med njegovim vladanjem (976-1014) ni nobenega dokaza za preganjanje bogomilov.

## Doktrina
Iz nepopolnih in protislovnih razpoložljivih  podatkov je mogoče razbrati samo to, da so bili bogomili gnostiki, adopcionisti in dualisti.
Dualizem je bil sprva zmeren. Po njihovem učenju je Bog ustvaril in vlada duhovnemu delu sveta, Satan pa je ustvaril materialni del. Satan je podrejen Bogu in je v nekem smislu njegov sin. Bogomili se niso popolnoma osvobodili absolutnega dualizma manihejcev in pavličanov in so sčasoma začeli verjeti, da sta Bog in Satan večna nasprotnika, podobno kot so kasneje verjeli katarci.
Njihovo prisvojeno učenje  je domnevno prišlo od Pavla s Samosate, za katerega se je kasneje verjelo, da je to bil apostol Pavel. Bogomili so zavračali krščanstvo pravoslavnih cerkva in  hkrati niso sprejeli doketskega učenja nekaterih drugih gnostičnih sekt. Zavračali so tudi ustaljene oblike države in Cerkve in krščanski anarhizem.

### Izvirna besedila
Med mogoča izvirna besedila za bogomisko doktrino spada:
- Zgodba o križu-drevesu in Molitev proti vročici bolgarskega duhovnika Jeremije

Uporabljali so morda tudi naslednji psevdepigrafski besedili:
- Apokrif sv. Janeza (Interrogatio Johannis, Oratione st. Ioanis), znan tudi kot Tajna večerja ali Knjiga sv. Janeza[31]
- psevdoepigrafsko Izaijevo videnje (po Eftimiju Zigabenu)[32][33]

Bogomili so sprejemali štiri evangelije, štirinajst Pavlovih pisem, tri pisma Janeza, Jakoba in Jude, in Pismo Laodikejcem. Na Vzhodu in Zahodu so zasejali seme bogate ljudske verske književnosti.  Ilustrurano Sveto pismo, Pismo iz nebes, Potovanje skozi nebesa in pekel, številne legende o Adamu in Evi, verske pesnitve  o Kalēki perehožie in druga podobna dela kažejo na obsežno dejavnost bogomilov v Bolgariji in njihovih naslednikov v drugod po Evropi.

### Kozmologija
V izvirni dualistični zgodbi so bogomili verjeli, da je Bog imel dva sinova: starejšega Satanaila in mlajšega Mihaela. Satanail se je očetu uprl in postal zloben duh. Ustvaril je spodnja nebesa in Zemljo in poskušal ustvariti človeka, vendar je moral na koncu pozvati Boga, da mu da dušo. Po ustvarjenju je bilo Adamu dovoljeno,  da orje zemljo pod pogojem, da sebe in svoje potomce proda lastniku Zemlje Satanailu.
Da bi osvobodil Adama in njegovo potomstvo, je Bog na Zemljo poslal Mihaela v podobi človeka, ki se je poistovetil z Jezusom Kristusom in po krstu v reki Jordan postal Božji izvoljenec. Ko se je pojavil Sveti duh v obliki golobice, je Jezus dobil moč, da je zlomil zavezo v obliki glinaste tablice (hierographon), ki jo je Satanail dobil od Adama. Adam je zdaj postal angel Mihael v človeški podobi in kot tak premagal Satanaila in mu iz imena vzel končnico –il, ki je pomenila Boga in v kateri je prebivala njegova moč. Satanail se je pretvoril v Satana in zaradi njegovih  spletk se je zgodilo Jezusovo križanje. Satan je postal tvorec cele pravoslavne skupnosti s cerkvami, opravami, obredi, zakramenti in posti, menihi in duhovniki. Svet je postal Satanovo delo, v katerem se je bilo treba vedno in povsod izogibati vsem pretiranim užitkom, kar ni bilo daleč od askeze.
Najbolj spoštovano in najmočnejše orožje proti Satanu je bila molitev Očenaš, ki je vsebovala več zaklinjanj proti  zlim duhovom. Vsaka bogomilska skupnost je imela svojih dvanajst apostolov, ženske pa so lahko dosegle rang izbranke. Bogomili so nosili oblačila beraških menihov in bili znani kot ostroumni misijonarji, ki so daleč naokrog propagirali svoj nauk. Zdravili so bolne in izganjali zle duhove, prepotovali različne dežele in širili svoje apokrifne spise in nekaj knjig Stare zaveze, s čimer so zelo vplivali na verska prepričanja ljudstev in jih pripravljali na reformacijo.

### Kristologija in Sveta trojica
Za bogomile Logos ni bil druga oseba v Sveti trojici in utelešenje večnega sveta, ampak samo govorjena Božja beseda, izražena v ustnem Krisusovem učenju. Četudi so se bogomili   imeli za vernike, ki verujejo v Sveto trojico, je njihovo izobčenje okoli leta 1027 temeljilo na obtožbi, da jo zavračajo.

### Nasprotovanje institucijam in materializmu
Bistvo bogomilstva je dvojnost v ustvarjanju sveta. Katoliška cerkev je imela ravno to  dvojnost za heretično. Bogomili so zemeljsko grešno življenje razlagali kot stvaritev Satana,  angela, ki je bil poslan na Zemljo. Zaradi tega učenja je uradna  Cerkev trdila, da njihova doktrina omalovažuje  vse, kar je bilo ustvarjenega z materialističnimi in državnimi cilji in da doktrina ne prihaja iz duše, edine božanske lastnine, ki jo človek ima. Bogomili so zavračali plačevanje davkov, tlako in vojskovanje v osvajalskih vojnah. Ignorirali so fevdalno družbeno ureditev, kar so njihovi nasprotniki razlagali kot motenje, če ne rušenje države in Cerkve.
Karp Strigolnik, ki je v 14. stoletju pridigal bogomilsko doktrino v Novgorodu, je razlagal, da je sv. Pavel učil, da se morajo preprosti ljudje učiti drug od drugega. Bogomili so zato nekoga iz skupnosti izvolili za  svojega učitelja in duhovnega vodjo in niso potrebovali posebnih duhovnikov. Razen tega so učili, da se moli lahko v zasebnih prostorih, zato posebne zgradbe, se pravi cerkve, niso potrebne. Duhovnega vodjo je posvetila skupnost  in ne kakšen za to imenovan minister. Vsak član skupnosti  je lahko dosegel Kristusovo popolnost in postal Kristus ali Klist. Poroka ni bila zakrament. Bogomili so zavračali post ob ponedeljkih in petkih in meništvo. Kristusa so razglasili za Božjega sina, nič drugačnega od drugih prerokov. Za vino in kruh med katoliškim verskim obredom so trdili, da se ne spremeni v meso in kri, da bo zadnjo sodbo opravil Bog in ne Jezus, da so slike in križ idoli in da je čaščenje svetnikov in relikvij malikovanje.
Bogomilska doktrina se je ohranila v več  ruskih sektah, katerih doktrine vsebujejo tudi manihejski dualistični koncept nastanka sveta. Nekaj se je ohranilo tudi v njihovih spisih. Književnost heretičnih sekt skozi vso zgodovino vsebuje predvsem apokrifne svetopisemske pripovedi. Kot avtorja prepovedanih knjig, "ki se jih ne drzne brati noben pravoslavni vernik", se omenjata papež Jeremija ali Bogomil. Četudi ima večina spisov isti izvor kot spisi, ki so bili že na starejših seznamih prepovedanih knjig, so spremembe, ki so jih opravili bogomilski uredniki, zadostovale, da so spise propagirali kot lastno specifično doktrino.
Najbolj enostavno in privlačno obliko, odeto z avtoriteto slavnega svetega avtorja, imajo njihove pripovedi o stvaritvi sveta in človeka, izvoru greha in  odrešitve, zgodovini križa,  prepirov med telesom in dušo, pravim in napačnim, nebesi in peklom, zbrane ali v Ilustriranih Biblijah  (Paleja) ali v dialogih med Kristusom in  njegovimi učenci ali v dialogih med slavnimi cerkvenimi očeti, ki so razlagali te poglede na preprost način, prilagojen razumevanju prebivalstva  (Lucidaria).

## Zapuščina

### Povezava s kasnejšimi verskimi gibanji
Bogomili so bili vez med tako imenovanimi heretičnimi sektami Vzhoda in Zahoda. Najbolj aktivni so bili sejalci bogomilske doktrine v Kijevski Rusiji in med vsemi narodi v zahodni Evropi. V 12. in 13. stoletju so bili na Zahodu že znani kot katari, drugod pa kot bolgari. Leta 1207 je omenjena Bulgarorum heresis (bolgarska herezija). Leta 1223 so se Albižani deklarirali za lokalne bougres (bolgare), približno iz istega  obdobja pa je tudi omemba  "papeža Albižanov, ki prebiva znotraj meja Bolgarije".  Katari, patareni, valdenzi, anabaptisti, ruski strigolniki in duhovni kristjani so se v različnih obdobjih istovetili z bogomili ali bili z njimi tesno povezani, čeprav nekateri od njih niso imeli z bogomili nobene zveze in/ali sploh niso bili dualisti.
Veliko znanstvenih razprav se je razvilo okoli natančne povezave med dualističnimi herezijami na različnih prostorih in stoletjih po celi Evropi, predvsem o tem, ali je šlo za eno samo gibanje ali verski sistem, ki se je razširil iz enega središča, ali več heretičnih gibanj, ki so nastala neodvisno v različnih delih Evrope. Zmedo povzročajo tudi srednjeveški viri sami, ker na primer za papeško inkvizicijo v 13. stoletju v južni Franciji pogosto enostavno trdijo, da je bila dualistična herezija, neposredno povezna s predhodnimi heretičnimi gibanji v drugih regijah. Inkvizitorji pogosto opisujejo katare iz 13. stoletja kot neposreden izrastek preživelih manihejskih dualistov iz prejšnjih stoletij. Po isti logiki bi morali inkvizitorji, ki so se na obrobju Evrope srečevali s poganskimi verstvi (keltske države, baltski križarski pohodi), obtožiti nekristjane, da častijo Apolona in Merkurja. Srednjeveška učenost je razdeljena na trditve, da so bili katari izrastek bogomilov, in trditve, da je inkvizicija v 13. stoletju enostavno zmotila in katare izenačila z bogomili.

### Bogomili v sodobni in ljudski kulturi
Foucaultovo nihalo, roman italijanskega filozofa in pisca Umberta Eca, ki opisuje načrt velike tajne in mistične zarote, temelji na izginotju bogomilov po propadu Drugega bolgarskega cesarstva.
Tajna knjiga je makedonski film, kombinacija kriminalke, trilerja in zarote, ki temelji na izmišljeni zgodbi iskanja izvornega slovanskega jezika v Tajni knjigi, ki so jo napisali bolgarski bogomili  in jo v srednjem veku prinesli v Zahodno Evropo.
Po Bogomilu  se imenuje zaliv Bogomil na Rugged Islandu v Južnem šetlandskem otočju na Antarktiki.
Bogomili igrajo pomembno vloga v romanu Thomasa Pynchona Against the Day (Proti dnevu).